# Kang Tae-woo
Pour les articles homonymes, voir Kang.
Dans ce nom coréen, le nom de famille, Kang, précède le nom personnel.
Kang Tae-woo, né le 14 avril 1998, est un coureur cycliste sud-coréen. Il participe à des compétitions sur route et sur piste.

## Palmarès sur route
- 2015
  -  Médaillé de bronze du championnat d'Asie sur route juniors

## Palmarès sur piste

### Championnats d'Asie
- Nilai 2018
  -  Médaillé d'argent de la poursuite par équipes

### Championnats nationaux
- 2019
  -  Champion de Corée du Sud de poursuite par équipes (avec Im Jae-yeon, Bang Seon-hoe et Kim Sang-pyo)